# Pelvo d’Elva
Pelvo d’Elva – szczyt w Alpach Kotyjskich, części Alp Zachodnich. Leży w północno-zachodnich Włoszech w regionie Piemont, blisko granicy z Francją. Góruje nad dolinami Valle Maira i Valle Varaita. Szczyt można zdobyć z miejscowości Bellino przez przełęcz Colle di Sampeyre.
Pierwszego wejścia dokonał włoski kapitan Cossato w 1836 r.